# Hagryphus giganteus
Lo hagrifo (Hagryphus giganteus) è un dinosauro onnivoro, appartenente agli oviraptorosauri. Visse nel Cretaceo superiore (Campaniano, circa 75 milioni di anni fa) e i suoi resti fossili sono stati ritrovati in Nordamerica (Utah). È considerato uno dei più grandi oviraptorosauri.

## Descrizione

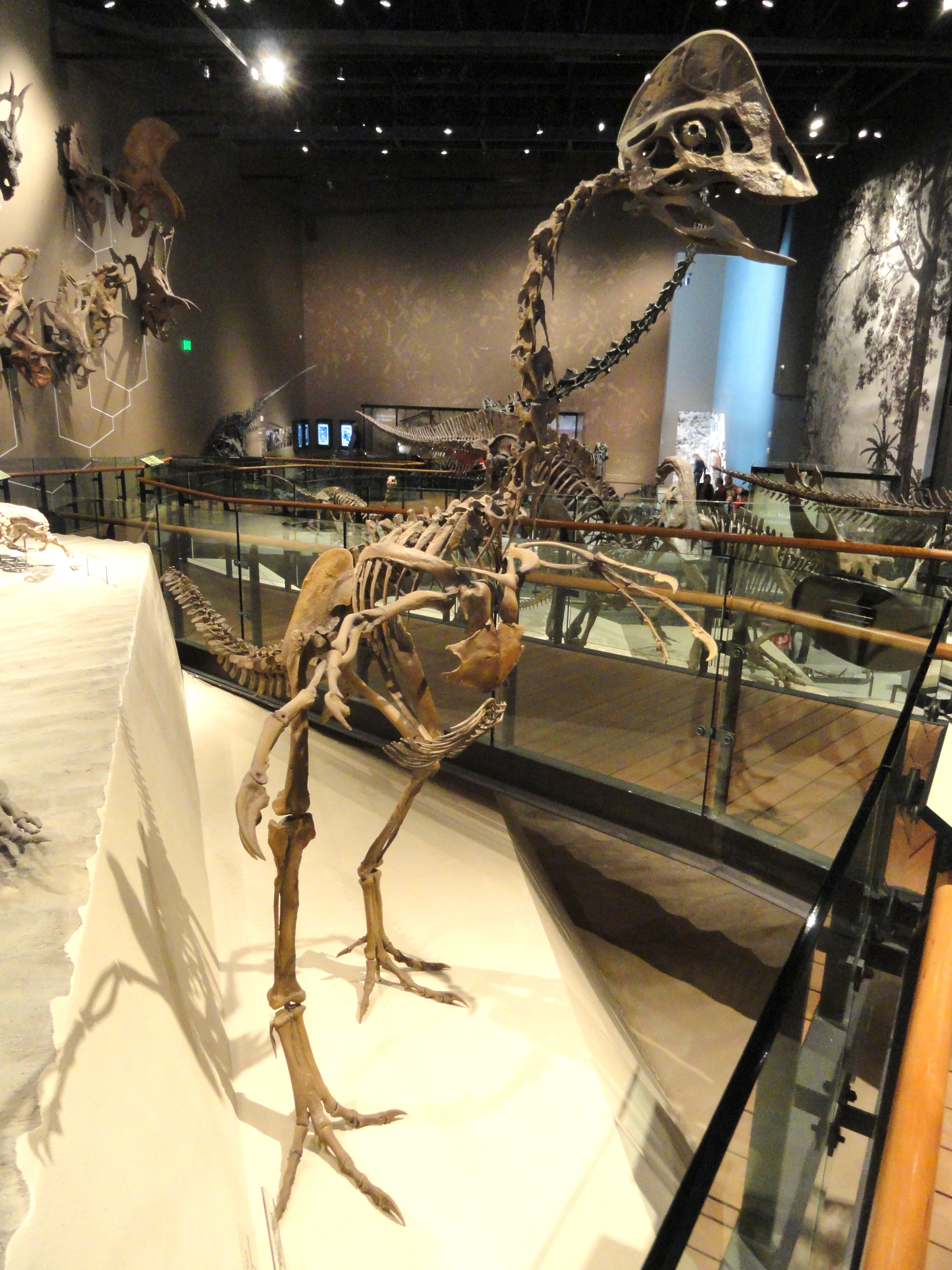
Scheletro montato

Questo dinosauro è noto solo grazie ai fossili di una mano incompleta (ma con le ossa in connessione anatomica) e un radio parziale. Questi resti, benché frammentari, hanno permesso agli studiosi di definire una nuova specie di oviraptorosauro, basandosi sul confronto con altri fossili simili ritrovati in Nordamerica. Hagryphus doveva essere simile al più noto Chirostenotes, un animale dalla corporatura snella e dalle zampe posteriori lunghe e potenti. Le zampe anteriori di Hagryphus erano dotate di tre lunghe dita armate di artigli ricurvi. Probabilmente, come tutti gli oviraptorosauri, anche Hagryphus possedeva un cranio dotato di becco sprovvisto di denti. L'intero animale doveva superare i 3 metri di lunghezza: questa misurazione lo rende uno dei più grossi oviraptorosauri rinvenuti.

## Classificazione
I fossili di Hagryphus differiscono in alcuni dettagli da quelli del più noto Chirostenotes, e si suppone che i due animali fossero strettamente imparentati. Hagryphus è considerato quindi un rappresentante degli elmisauridi, una famiglia di oviraptorosauri diffusa soprattutto in Nordamerica, caratterizzati da mascelle più allungate rispetto a quelle degli oviraptoridi asiatici. Tra gli altri elmisauri nordamericani si ricordano Chirostenotes, l'antico Microvenator ed Elmisaurus, i cui resti sono stati ritrovati anche in Asia.
I resti di Hagryphus sono stati ritrovati nella formazione Kaiparowits, nel Grand Staircase-Escalante National Monument dello Utah meridionale, dove sono stati ritrovati numerosi altri fossili di dinosauri, tra cui il tirannosauro Teratophoneus, il dinosauro a becco d'anatra Gryposaurus e i dinosauri cornuti Kosmoceratops e Utahceratops.

## Significato del nome
Il nome generico Hagryphus deriva dal nome del dio egiziano Ha, signore del deserto occidentale, e dalla parola greca gryphus ("grifone", una creatura mitologica simile a un uccello). L'epiteto specifico, giganteus, si riferisce alle grandi dimensioni dell'animale, in rapporto con i suoi simili.